# Németcsencs
Németcsencs (németül: Deutsch-Tschantschendorf, horvátul: Njemačka Čenča, gradistyeiül Nimška Čenča) Tobaj településrésze, egykor önálló község Ausztriában, Burgenland tartományban, a Németújvári járásban.

## Fekvése
Németújvártól 7 km-re északnyugatra, a Strém patak bal partján, a Németújvárt Pusztaszentmihállyal összekötő út mentén fekszik.

## Története
Csencs neve 1359-ben tűnik fel először az oklevelekben „Poss. Chench” alakban. Ugyanebben a formában említik még 1413-ban és 1510-ben is. Nevét az 1359 és 1588 között gyakran említett Chench nemesi családról kapta, mely első birtokosa volt. A falu neve nemesi előnévként tűnik fel 1467-ben („Michael de Chench et Johannes Nemeth de Chench”) és 1469-ben („Johannes et Michael Farkas de Chench”) is.
A „Németcsencs” névvel 1598-ban szerepel először mint az 1550-ben horvátokkal betelepített Horvátcsencstől északra fekvő település. Ebben az időben a települést a Kis-, vagy Egyházas- előtaggal is említik. Az 1600 előtti németújvári oklevelekben nem találjuk, mivel nem tartozott az uradalomhoz, mivel a Németh és Farkas családok birtoka volt. Mindkét család innen vette az előnevét. 1538 és 1601 között a Chenchy család nevével is találkozunk, mely szintén innen vette a nevét. Ezt követően kisnemesek kezén találjuk, majd 1604-től a Batthyány család birtoka lett, akik 1650-ben a németújvári uradalomhoz csatolták. 1636-ban Batthyány Ádám felsőkáldi Káldy Ferencnek adta zálogba. 1662-ben Batthyány Kristóf és Pál a falu birtokosai. Az 1686-tól vezetett németújvári anyakönyvekben "Tschentschendorf, Dschantschendorf, Schanzendorf, Scanzentorff, Zanchendorff, Schenzendorff" alakban szerepel. 1750-ben már tiszta német lakosságot találunk a településen.
A településen már 1640-ben is állt egy kápolna. Az 1697-es egyházi vizitáció szerint Németcsencsen egy Kisboldogasszony tiszteletére szentelt templom áll, melyet a régi katolikusok építettek. Ekkor már megvolt a plébánia is. A lakosság kétharmada katolikus, a többiek evangélikusok voltak. A templomot 1752-ben megújították, 1807-ben pedig újjáépítették. Mai formáját 1881-ben nyerte el. Batthyány Fülöp herceg halála (1870) után a birtok Júlia unokahúga házassága révén a Montenuovo hercegi családé lett, akiktől 1892-ben Kottuliszky Teodóra grófnő vásárolta meg. Miután az 1880-as években 15 ház égett le tűz következtében, a településen megalakult az önkéntes tűzoltóegylet.
Fényes Elek szerint „Német-Csencs, Deutsch-Schauschendorf., német falu, Vas vgyében, 480 kath. lak., és paroch. templommal.”
Vas vármegye monográfiája szerint „Német-Csencs a Strém patak mellett fekvő község, 134 házzal és 824 németajkú, r. kath. és ág. ev. vallású lakossal. Postája Puszta-Szent-Mihály, távírója Német-Ujvár. Kath. temploma 1787-ben épült. Birtokosa Batthyány Fülöp herczeg.”
1910-ben 757, túlnyomórészt német lakosa volt. A trianoni békeszerződésig Vas vármegye Németújvári járásához tartozott. 1921-ben Ausztria Burgenland tartományának része lett. 1971-ben Horvátcsencs, Taródcsencs, Pónic és Vasnyúlfalu községekkel együtt Tobajhoz csatolták.

## Nevezetességei
A Kisboldogasszony tiszteletére szentelt római katolikus plébániatemploma mai formájában 1881-ben épült.